# 大槻ケンヂのセニョール!セニョリータ!
大槻ケンヂのセニョール!セニョリータ!（おおつきケンヂのセニョール!セニョリータ!）は、ニッポン放送の制作で1989年10月から1990年6月まで放送されていたラジオ番組。
資生堂の一社提供、資生堂枠としては「仲村トオル・待たせてゴメン」の後番組にあたる。月曜日から金曜日まで（ニッポン放送、中部日本放送（本番組を唯一系列外ネットしていた）、九州朝日放送は木曜日まで）、帯番組として約10分間放送されていた。

## 概要
パーソナリティーは1989年4月までオールナイトニッポンの水曜1部（水曜日25:00 - 27:00）のパーソナリティを務めていた筋肉少女帯のボーカル、大槻ケンヂ。日替わりでコーナーを設け進行されていたが、中でも「バンババン」のコーナーがリスナーを集めての“大集会”を2回行ったほど盛り上がっていたコーナーであった。はがきやネタを読まれるともらえるノベルティは“大槻の心霊写真”などが有った。
1990年6月4日から大槻が「オールナイトニッポン」の月曜1部に復帰したのに合わせるように本番組は終了。ただし1990年6月中は本番組とオールナイトニッポン合わせて2番組が同時進行していた。後番組は「TOSHIのXハラスメント」（この番組からスポンサーがダイハツ）に変更）。
後に大槻は「デーモン・オーケンのラジオ巌流島」のパーソナリティとして、ニッポン放送においてはほぼ同じ放送時間だったこの枠に戻っている。

## 主なコーナー
減点ロックファミリー（月曜日・前期）
ロック少年少女を取り囲む、大人たちとの噛み合わないエピソードを募集。
UFOのしわざ（月曜日・後期）
身の周りに起こった、不思議な出来事やその体験を報告。
文化部ケンちゃん（火曜日）
大槻オススメの本、映画、音楽を紹介。
セニョールセニョリータ替え歌コーナー（水曜日・前期）
「大槻ケンヂのオールナイトニッポン」では水曜1部時代に『ボヨヨンロック』として、番組オリジナルソングの替え歌を募集して盛り上がり、シングル化されヒットしたため、本番組でも当初替え歌コーナーを設けた。が、途中で失速、志半ばにしてコーナー変更。後に月曜1部に復活した「大槻ケンヂのオールナイトニッポン」では『オッパイメン』という番組オリジナルソングを再び作り、非売品CDとしてリスナーに配った。
ハガキ裁判（水曜日・後期）
リスナーから身近な困った、おかしな人や物件などを告発してもらい、大槻自らが判決を下していた。
バンババン（木曜日）
ザ・ドリフターズの『いい湯だな〜ビバノン・ロック』をスタジオにいるスタッフらがその場で鍋、お玉、缶、“パフパフ”などなど鳴る物を何でも鳴らして歌いながら大槻が一発ギャグのネタを次々に読んでいく。このコーナーのイベントとしてニッポン放送・銀河スタジオに約80人〜100人のリスナーを鳴り物持参で集めて「バンババン大集会」を行い、1989年12月11日から12月15日、1990年6月18日から6月22日の2回、5日間通して放送された。
フリートーク（金曜日・各ネット局裏送り分）

## 放送されていた局
- ニッポン放送 22:30 - 22:40 （「ヤングパラダイス」〈1990年3月まで〉、「内海ゆたおの夜はドッカーン!」〈1990年4月から〉内の箱番組。金曜日は放送無し）
- 北海道放送 23:20 - 23:30（1989年10月 - 1990年3月） → 24:30 - 24:40（1990年4月 - 同年6月）
- ▼青森放送 21:00 - 21:10（1989年10月 - 1990年3月）
- ●東北放送 24:30 - 24:40（1990年4月 - 同年6月）
- ●ラジオ福島 24:30 - 24:40（1990年4月 - 同年6月）
- 中部日本放送（JRN単独系列局） 22:34 - 22:44 （「CREATIVE COMPANY 冨田和音株式会社」（月 - 木）及び「ラジオでフライデイト 夜はこれから!」（金曜）内の箱番組）
- 朝日放送 21:45 - 21:55（1989年10月 - 1990年3月） → 22:45 - 22:55（1990年4月 - 同年6月）
- 西日本放送 23:50 - 24:00（1989年10月 - 1990年3月） → 22:00 - 22:10（1990年4月 - 同年6月）
- ●高知放送 22:50 - 23:00（1990年4月 - 同年6月）
- 九州朝日放送 22:50 - 23:00 （1989年10月 - 1990年3月、「PAO〜N ぼくらラジオ異星人」内の箱番組）
- ●大分放送 23:45 - 23:55（1990年4月 - 同年6月）

※▼ - 途中の1990年3月でネット終了　● - 途中の1990年4月からネット開始
※ニッポン放送、中部日本放送は全期間に亘って放送時間の移動は無し。ニッポン放送以外は全て月曜日から金曜日までの放送。